# Hans Geister
Hans-Günter Geister  (né le 28 septembre 1928 à Hamborn, et mort le 16 mai 2012) est un athlète allemand, spécialiste du 400 mètres.

## Carrière
Sélectionné pour les Jeux olympiques de 1952, à Helsinki, il remporte la médaille de bronze du relais 4 × 400 mètres aux côtés de Günther Steines, Heinz Ulzheimer et Karl-Friedrich Haas.
En 1954, Hans Geister se classe deuxième des Championnats d'Europe de Berne, en compagnie de Helmut Dreher, Heinz Ulzheimer et Karl-Friedrich Haas.

### Palmarès
| Date | Compétition           | Lieu     | Résultat | Épreuve   |
| ---- | --------------------- | -------- | -------- | --------- |
| 1952 | Jeux olympiques       | Helsinki | 3e       | 4 × 400 m |
| 1954 | Championnats d'Europe | Berne    | 2e       | 4 × 400 m |

### Records
| Épreuve | Performance | Lieu | Date |
| ------- | ----------- | ---- | ---- |
| 400 m   | 47 s 0      |      | 1952 |